# Satoru Hoshino
Satoru Hoshino (星野 悟 Hoshino Satoru?), född 4 februari 1989 i Gunma prefektur, är en japansk fotbollsspelare.
Hoshino började sin karriär 2011 i Thespa Kusatsu (Thespakusatsu Gunma). 2014 flyttade han till FC Machida Zelvia. Han avslutade karriären 2017.